# Chapelle Sainte-Anne-de-l'Île-Providence
La chapelle Sainte-Anne-de-l'Île-Providence est un lieu de culte catholique situé sur l'île Providence dans la municipalité de Côte-Nord-du-Golfe-du-Saint-Laurent au Québec (Canada). Cette chapelle sur pilotis a été construite en 1894 et 1895 dans le but de servir de lieu de culte pour les pêcheurs de Tête-à-la-Baleine dans leur localité estivale sur les îles du Large. L'île Providence est devenu la principale localité estivale de la Basse-Côte-Nord à partir de 1880 jusqu’à ce que la motorisation des bateaux réduise l'importance de ses migrations saisonnières. Quelques maisons sur l'île ont été conservées comme lieu de villégiature et la chapelle a été rénovée plusieurs fois. Elle a été citée comme immeuble patrimonial en 1995 par la municipalité de Côte-Nord-du-Golfe-du-Saint-Laurent et été classée en 2016 par le ministère de la Culture et des Communications.